# Mark (version)
 For alternative betydninger, se Mark. (Se også artikler, som begynder med Mark)
Ordet Mark efterfulgt af et tal, er en måde at navngive et produkt i en produktionslinje, med samme mening som "version" eller "model". Det bliver ofte forkortet som Mk eller blot M.
Udtrykket er altså en måde at angive forløbet af en produktserie på, hvor "mark" så bliver et metonymi for det angivne produktionstidspunkt. Blandt de mest kendte anvendelser er inden for militærindustrien og bilindustrien.